# Talsperre Pedrógão
Die Talsperre Pedrógão (portugiesisch Barragem de Pedrógão) liegt in der Region Alentejo Portugals im Distrikt Beja. Sie staut den Fluss Guadiana zu einem Stausee auf. Die namensgebende Gemeinde Pedrógão liegt ungefähr einen Kilometer westlich der Talsperre. Etwa zehn Kilometer nordöstlich liegt die Talsperre Alqueva.
Mit dem Projekt zur Errichtung der Talsperre wurde im Jahre 2002 begonnen. Der Bau wurde 2005 (bzw. 2006) fertiggestellt. Die Talsperre dient neben der Stromerzeugung auch der Bewässerung. Sie ist im Besitz der Empresa de Desenvolvimento e Infra-estruturas do Alqueva, SA (EDIA).

## Absperrbauwerk
Das Absperrbauwerk ist eine Gewichtsstaumauer aus Walzbeton mit einer Höhe von 43 m über der Gründungssohle (34,50 m über dem Flussbett). Die Mauerkrone liegt auf einer Höhe von 94,10 m über dem Meeresspiegel. Die Länge der Mauerkrone beträgt 448 (bzw. 473) m und ihre Breite 7 m. Das Volumen des Bauwerks beträgt 340.000 m³.
Die Staumauer verfügt sowohl über einen Grundablass als auch über eine Hochwasserentlastung. Über den Grundablass können maximal 27 m³/s abgeleitet werden, über die Hochwasserentlastung maximal 12.000 m³/s. Das Bemessungshochwasser liegt bei 12.000 m³/s; die Wahrscheinlichkeit für das Auftreten dieses Ereignisses wurde mit einmal in 1.000 Jahren bestimmt.

## Stausee
Beim normalen Stauziel von 84,80 m (maximal 91,80 m bei Hochwasser) erstreckt sich der Stausee über eine Fläche von rund 11,04 km² und fasst 106 Mio. m³ Wasser – davon können 54 Mio. m³ genutzt werden. Das minimale Stauziel liegt bei 79 m.
Der Stausee dient in erster Linie als Unterbecken für das Pumpspeicherkraftwerk Alqueva.

## Kraftwerk
Das Kraftwerk Pedrógão ist mit einer installierten Leistung von 10 MW eines der kleineren Wasserkraftwerke in Portugal. Die durchschnittliche Jahreserzeugung liegt bei 45 Mio. kWh.
Die zwei Kaplan-Turbinen leisten jede maximal 5,2 MW, während die zugehörigen Generatoren 5,7 MVA leisten. Die Nenndrehzahl der Turbinen liegt bei 333,3/min. Die Nennspannung der Generatoren beträgt 6 kV. In der Schaltanlage wird die Generatorspannung von 6 kV mittels eines Leistungstransformators auf 60 kV hochgespannt.
Die minimale Fallhöhe beträgt 17,5 m, die maximale 24,5 m. Der maximale Durchfluss liegt bei 24,9 m³/s je Turbine.
Das Kraftwerk ist im Besitz der EDIA, wird aber von EDP betrieben.